# Xanthocaecilius quillayute
Xanthocaecilius quillayute är en insektsart som först beskrevs av Chapman 1930.  Xanthocaecilius quillayute ingår i släktet Xanthocaecilius och familjen fransvingestövsländor. Inga underarter finns listade i Catalogue of Life.